# Gerard Manley Hopkins
Gerard Manley Hopkins (London, 1844. július 28. – Dublin, 1889. június 8.) angol költő és jezsuita pap volt, akit a 20. században ismertek el igazán, mint a viktoriánus Anglia egyik legfontosabb költőjét. Bár még a 19. században élt, már modernistának is tekinthető: a versmértékkel való bátor kísérletezése és vibráló képhasználata miatt eredetinek és formabontónak számít a kor főleg hagyományos verselői között.

## Élete
Hopkins az essex-i Stratfordban született, egy jómódú anglikán művészcsalád legidősebb gyermekeként. Kezdetben Oxfordban tanult klasszikus irodalmat és tanári pályára készült.
Érzékeny és különc személyisége szigorú aszkézissal párosult. Aszketikus bezárkózásában szerepet játszik Digby Dolben uránoszi kamaszköltő közönye is, aki iránt az akkor huszonegy éves oxfordi bölcsész szerelemre gyúl. 1866-ban radikális döntést hoz: katolicizál, majd néhány évvel később elégeti addig írott verseit és belép a Jézus Társaságába.
Teológia tanulmányait Észak-wales-ben végzi. A jezsuita rend, intellektuális profiljával, akár megfelelő hely is lehetne számára, ha melankóliára hajlamos pszichéje nem szól közbe: egy depressziós fázis következtében alulteljesít egyik utolsó teológia vizsgáján, mely elvágja az utat a továbbtanulás és a rendben való előmenetel előtt. Bár pappá szentelik, elöljárói nem igazán tudnak megfelelő pozíciót találni számára. Londontól Glasgowig sok helyen tanít ezután görög és latin nyelvet.
Végül Dublinba küldik görögtanárnak a friss alapítású katolikus egyetemre (University College Dublin), melyet Hopkins számkivetésként él meg. Hangulata újabb mélypontra zuhan, melytől már csak halála váltja meg, 1889-ben, 44 éves korában. Verseit, amelyeket életében csak elvétve publikált, régi oxfordi barátja Robert Bridges adja ki évtizedekkel később, 1918-ban.

## Költészete

### Metrikai újítások
Hopkins előtt a legtöbb angol költő a verseiben használt ritmust a normann időszakből örökölt formákból merítette. Ez szótagszámláló, zömében jambikus lejtésű formákat jelentett, melyet Hopkins rohanó ritmusnak (running rhythm) nevez, és kezdetben ő is használ.
Később azonban többek között a népköltészet és óangol szövegek, pl. a Beowulf hatására az általa szökellő ritmusnak (sprung rhythm) keresztelt alakzatot használja, amely a természetes beszéd hangsúlyait hivatott utánozni. Tulajdonképpen a hangsúlyszámláló verselés egy fajtája: bár a hangsúlyos szótagok száma meghatározott, a hangsúlytalan szótagok száma variálható. Az Inversnaid című vers például így skandálható (a hangsúlyos szótagokat aláhúzás jelzi):
Degged with dew, dappled with dew
Are the groins of the braes that the brook treads through,
Wiry heathpacks, flitches of fern,
And the beadbonny ash that sits over the burn.
Versnyelve
Fokozottan eufonikus, harangjátékhoz hasonlítható nyelvet fejleszt ki. A sorvégi konszonanciák mellett hozzájárul ehhez a belső rímek halmozása, és általában véve az alliterációs, annomációs, paronomáziás és hangutánzó alakzatok:
Balról messze, távolba veszve a madár égnek ered
s hallom a felhangzó, fütty-friss, feszeshúru dalt,
feltör, felfröccsen, felörvénylik a hang-forgatag,
zuhogva zúdul, mígnem a kis torok megszakad, hangja elreked.
(A tenger és a pacsirta/ The Sea and the Skarlark, Orbán Ottó fordítása)
Mondatai első látásra bonyolultak. Gyakran él fordított jelzős szerkezetekkel (anasztrofa), kötőszavak elhagyásával (aszündeton), általános az összetett szavak képzése és olykor az angol nyelvben igencsak természetellenes kopulaellipszis (a létige elhagyása). Éles soráthajlásai nemritkán szavakat vágnak félbe, egy-egy tiszta rím kedvéért a betűenjambment-tól sem riad vissza: pl. a The Loss of the Eurydice és a The Bugler's First Communion című verseiben. Kiadója hosszú jegyzeteket fűz idioszinkráziás szabadosságaihoz, pl. a vonatkozó névmások elhagyásához, szándékos homályosságaihoz, és különös kedvteléséhez, hogy hasonló alakú szavak a verssorban hasonló helyre kerüljenek.
A latinos-görögös szintaxist ugyanakkor mintegy ellenpontozza, hogy szókincsében az angolszász etimológiai eredetű (rövidebb) szavak dominálnak; egyes verseiben ezek akár 70–80%-os arányt is képviselnek, mely szokatlan jelenség az angol lírában. Gyakori továbbá a tájszavak, valamint az archaikus jelentések és költői neologizmusok szerepeltetése.
Ideológiai inspirációk
Teológiájában fontos szerepet játszik a „belülnézet” (inscape) fogalma, mely Duns Scotus haecceitas-fogalmából eredeztethető. Eszerint a világban minden egyes dolog egy egyszeri és megismételhetetlen mintázattal rendelkezik és dinamikájában is ezen lényegi dizájn szerint nyilvánul meg. A költő feladata, hogy ezt a mintázatot, mely egyben a Teremtő ujja nyomát is őrzi, megfigyelje, értelmével megragadja és leírja - ez utóbbi figyelmet és nekifeszülést Hopkins instress-nek hívja.
A teremtés misztériuma mellett, költészetét áthatja a megtestesülés és az Eucharisztia tana is, valamint a szentignáci Lelkigyakorlatok spirituális tanítása.
Versei tematikája
A vallási puritanizmus már korai költészetében is visszatérő téma, például A Teljesség köntösében (The Habit of Perfection):
Szegénység, légy menyasszonyom,
házasságot veled kötök,
és legyen fehér liliom
nem ember-szőtte köntösöd. (Ferencz Győző fordítása)
Későbbi költeményei jellemzően vallási-teológiai ihletésűek, és többnyire a természet szépségének kontextusában fogalmazódnak meg: God's Grandeur; The Windhover, As Kingfishers Catch Fire. A Kalitkába zárt pacsirta (The Caged Skylark) például egy bezárt madár képétől a feltámadás misztériumához, annak reményéhez jut el:
A drága-szárnyú, dal-szárny ő is megpihenne, hát
hullasd vissza fészkébe, ha hallgattad dalát,
de ön-fészkébe, vad-fészkébe, ne börtönbe vesd!
Lelkünk húshoz kötve éli át legteljesebb pillanatát,
mégis szabad: könnyű s víg a rét, mert égve égre hág
a szép szivárvány, s zeng a lélek, mert a sárból felsuhan a test. (Orbán Ottó fordítása)
Ezek mellett több műve tanúskodik a hajózás és a katonaság iránti érdeklődéséről (The Wreck of the Deutschland; The Loss of the Eurydice), valamint a maszkulin szépség iránti plátói vonzalmáról (Epithalamion, The Bugler's First Communion).
Kései szonettjeiben saját depressziójával néz szembe (No Worst, There is none; I Wake and Feel the Fell of Dark).

## Hatása
Az 1920-as években a W.H. Audent, C. Day Louist, Spendert és MacNeicet magába foglaló fiatal oxfordi költőcsoportra felszabadító hatással volt. Utóbbiak Hopkins különc, individualista stílusában a modernizmus előfutárát látták.

## Magyarul
- Thomas Hardy és Gerard Manley Hopkins versei; vál. Sz. Kiss Csaba, ford. Ferencz Győző et al., utószó Ferencz Győző; Európa, Bp., 1985 (Lyra mundi)

## Lásd még
- Angol irodalom
- Stephan Lüttichː "Az volt ő, mi én vagyok". Gerard Manley Hopkins krisztocentrikus költészete és gondolkodása; ford., előszó Görföl Tibor; Sík Sándor, Bp., 2007 (Megközelítések)